# لاژیز
لاژیز (به پرتغالی: Lages) یک شهرداری‌های برزیل و شهرداری و شهر بزرگ در برزیل است که در سانتا کاتارینا واقع شده‌است. لاژیز ۲٬۶۴۴٫۳۱۳ کیلومتر مربع مساحت و ۱۵۷٬۳۴۹ نفر جمعیت دارد و ۹۱۶ متر بالاتر از سطح دریا واقع شده‌است.